# Giardini di Sabatini
I giardini di Sabatini sono un parco monumentale ubicato davanti alla facciata settentrionale del Palazzo Reale di Madrid, fra la calle de Bailén e la Cuesta de San Vicente.
I giardini furono realizzati negli anni trenta del XX secolo, sul luogo precedentemente occupato dalle stalle progettate ed erette accanto al Palazzo Reale dall'architetto italiano Francesco Sabatini. Il Governo dell'allora neo-istituita seconda repubblica spagnola aveva infatti ordinato la confisca di varie proprietà del demanio reale, compresa questa che venne ceduta al Comune di Madrid con l'obiettivo di allestirvi un parco pubblico.
Il lavoro venne assegnato a Fernando Mercandal, autore del progetto vincitore di un apposito concorso bandito per l'edificazione dei giardini; i lavori ebbero inizio nel 1933 e si conclusero solo alla fine degli anni settanta. Nonostante ciò, già nel 1972 il sito venne sottoposto ad un'accurata ristrutturazione, durante la quale furono costruite le scale monumentali. I giardini coprono una superficie di 2,66 ettari complessivamente e furono aperti al pubblico nel 1978.

## Galleria d'immagini

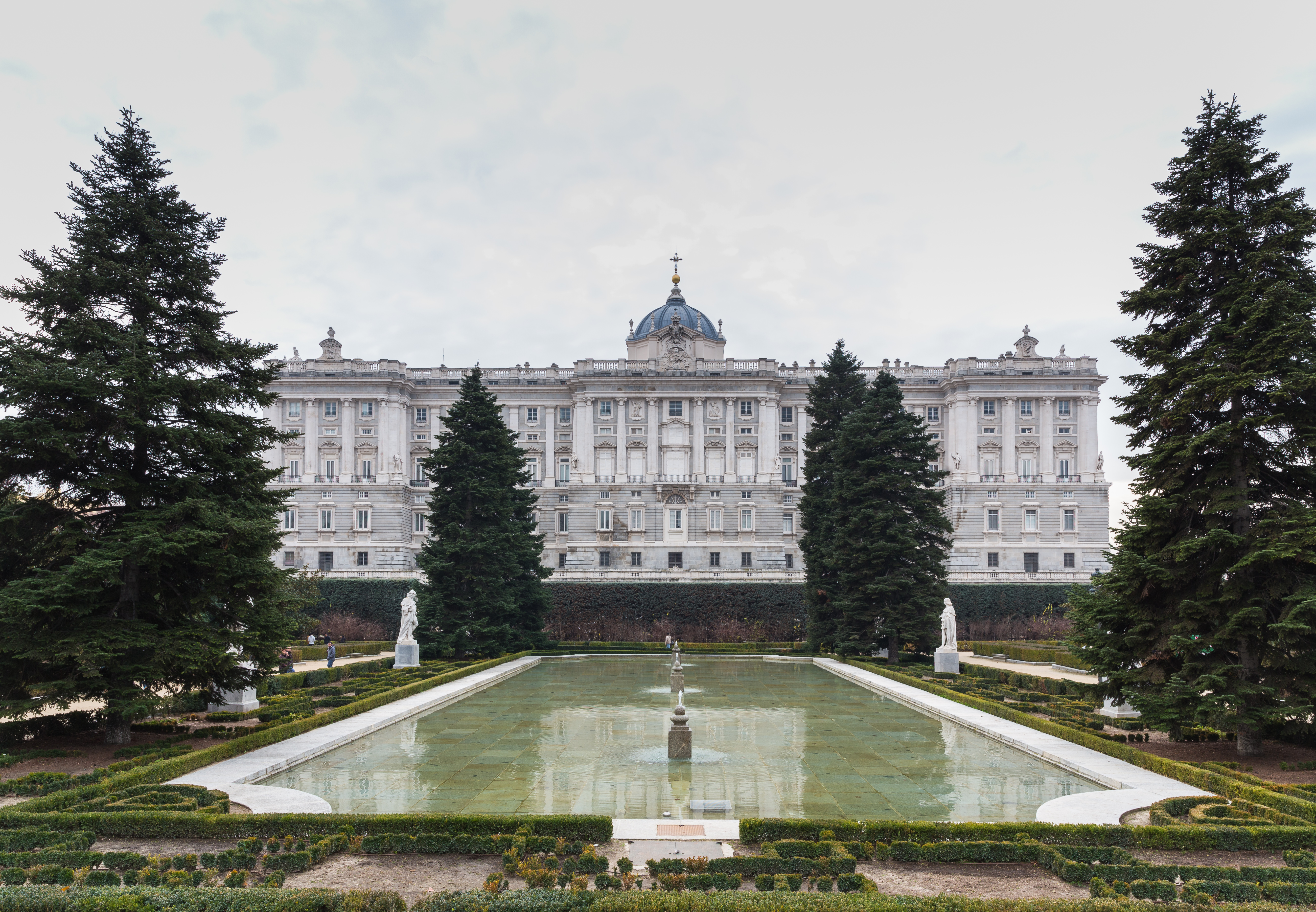
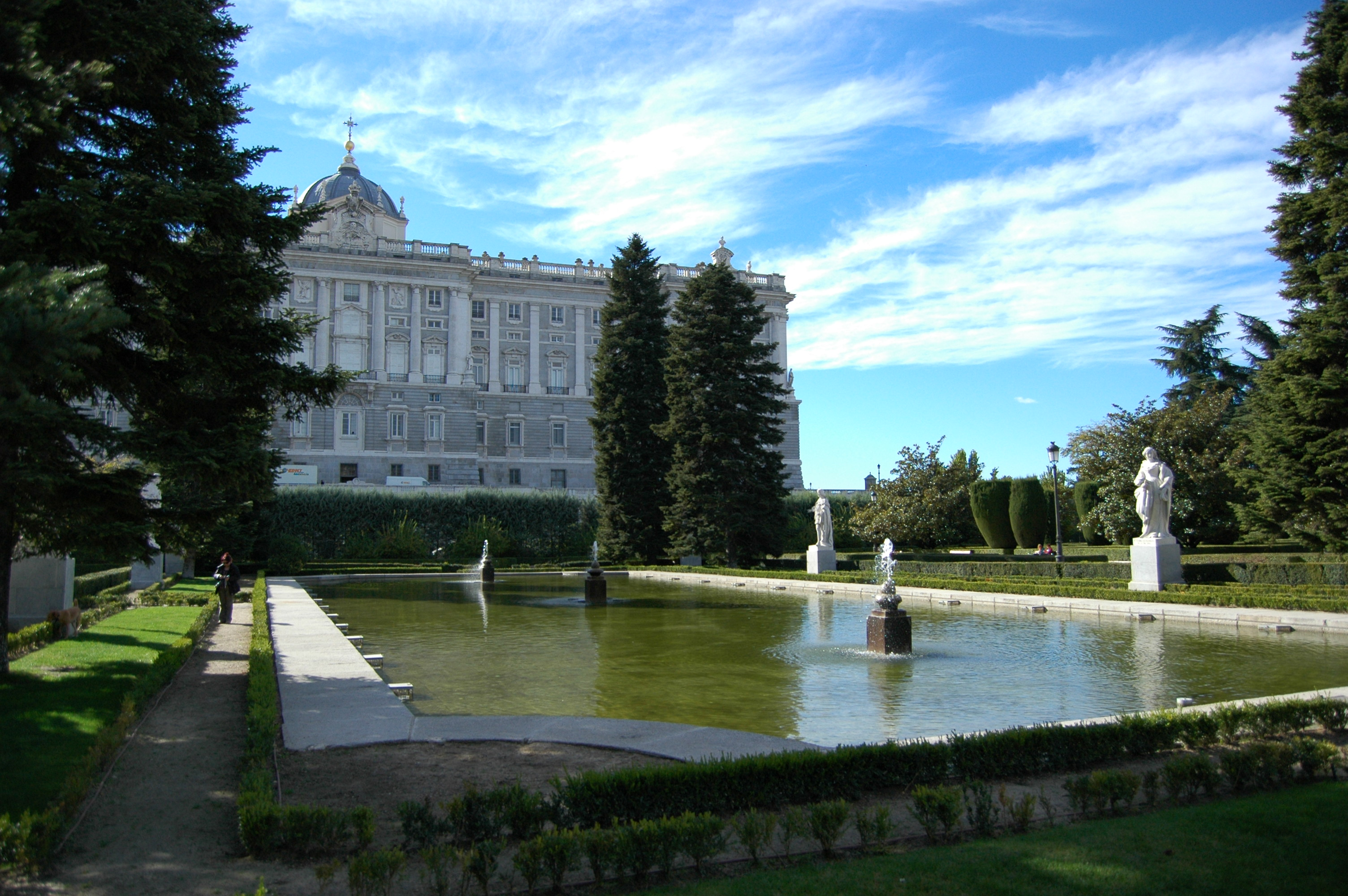
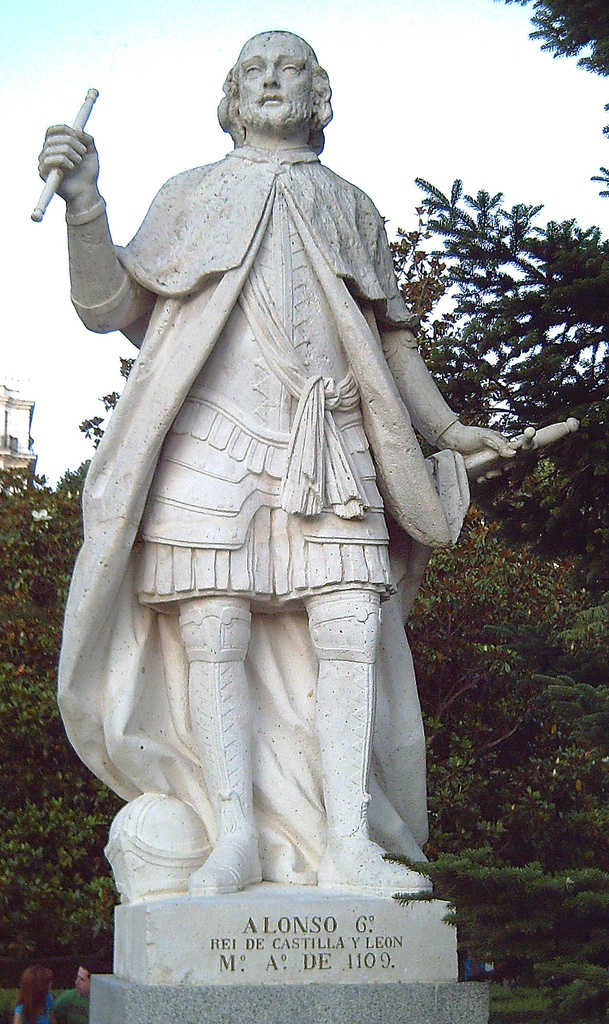